# جورج رومانز
جورج جون رومانز (بالإنجليزية: George John Romanes)‏ George John Romanes (1264 - 1311 هـ / 1848 - 1894 م) هو بيولوجي إنكليزي، ولد في كينغستون، ذهب إلى إنجلترا في فجر شبابه حيث أصبح فيها صديقاً لدارون. درس (1886- 1890) في جامعة أدنبرة، وأصبح أستاذاً في المعهد الملكي بلندن (1888- 1891). وضع في أكسفورد محاضرات رومانز السنوية، وأجرى دراسات هامة في علم نفس الحيوان.

## روابط خارجية
- جورج رومانز على موقع الموسوعة البريطانية (الإنجليزية)